# Rhodesiella quadriseta
Rhodesiella quadriseta är en tvåvingeart som först beskrevs av de Meijere 1913.  Rhodesiella quadriseta ingår i släktet Rhodesiella och familjen fritflugor. Inga underarter finns listade i Catalogue of Life.